# Гвілія Валеріане Ярославович
Валеріане Ярославович Гвілія (груз. ვალერიან გვილია; 24 травня 1994, Зугдіді, Грузія) — грузинський і український футболіст, півзахисник «Ракува».

## Ігрова кар'єра
Народився в Зугдіді (Грузія). Мати Мзія і батько Ярослав — корінні грузини — станом на червень 2015 року проживали там же.
У 16 років переїхав в Україну, де півтора року пробув у харківському «Металісті», після чого у 2012 році перебрався в Запоріжжя. Грав у юнацькій і молодіжній командах місцевого «Металурга». В українській Прем'єр-лізі дебютував 15 серпня 2014 року в грі проти дніпропетровського «Дніпра», замінивши у другому таймі Ігоря Жураховського. З весни наступного року Гвілія став основним гравцем «Металурга». 24 листопада 2015 року було оголошено про припинення трудових відносин між гравцем і «Металургом» за обопільною згодою сторін.
У лютому 2016 року прибув на перегляд в білоруський клуб «Мінськ», з яким у березні підписав контракт. У складі «Мінська» став одним з ключових гравців, грав на позиції атакуючого півзахисника.
4 липня 2016 року було оголошено про перехід Гвілії у склад чемпіона Білорусі — борисовський БАТЕ, де Валеріане також швидко закріпився в основі.

## Кар'єра в збірній
У червні 2015 року був викликаний тренером молодіжної збірної України Сергієм Ковальцем для участі в Меморіалі Лобановського. На цьому турнірі «жовто-сині» зайняли друге місце, поступившись у серії післяматчевих пенальті одноліткам зі Словенії. Після турніру Лобановського українська «молодіжка» вирушила до Австрії, де двічі поступилася одноліткам з Чехії. Гвілія взяв участь у всіх чотирьох матчах.
На початку 2016 року повернув грузинське громадянство, і 3 червня 2016 року дебютував у молодіжній збірній Грузії в матчі проти Швеції (2:3). 6 жовтня 2016 року вперше зіграв за національну збірну Грузії у матчі проти Ірландії (0:1).

## Досягнення
- Чемпіон Білорусі: 2016
- Володар Суперкубка Білорусі: 2017
- Чемпіон Польщі: 2020, 2021
- Володар Кубка Польщі: 2022
- Володар Суперкубка Польщі: 2022
- У списку 22 найкращих футболістів чемпіонату Білорусі: 2016